# Per un'ora d'amore (Ditonellapiaga)
Per un'ora d'amore è un singolo della cantautrice italiana Ditonellapiaga, pubblicato il 19 settembre 2020.

## Descrizione
Il brano, scritto da Giovanni Belfiore e Salvatore Stellita, è prodotto da BBprod ed è una cover dell'omonimo brano dei Matia Bazar.

## Video musicale
Il video musicale, diretto da Erica Bellucci, è stato pubblicato in concomitanza all'uscita del brano attraverso il canale YouTube della cantautrice.

## Tracce
Testi di Giovanni Belfiore e Salvatore Stellita, musiche di Carlo Morreale, Giovanni Belfiore, Piero Cassano e Salvatore Stellita.
1. Per un'ora d'amore – 2:34

## Formazione
- Ditonellapiaga – voce
- Alessandro Casagni – drum machine, registrazione
- BBprod – produzione
- Benjamin Ventura – mellotron, sintetizzatore, registrazione
- Claudio Pisi Gruer – registrazione
- Francesco Sporvieri – registrazione